# NGC 1234

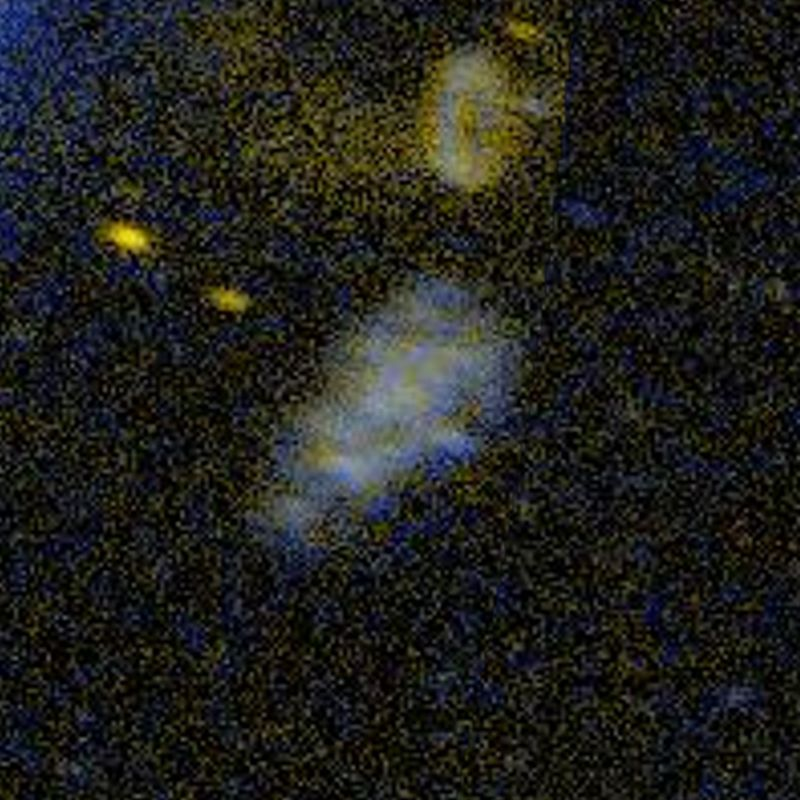
NGC 1234 en ultraviolet par GALEX.

NGC 1234 est une galaxie spirale barrée située dans la constellation de l'Éridan. NGC 1234 a été découverte par l'astronome américain Francis Leavenworth en 1886.

## Caractéristiques
Sa vitesse par rapport au fond diffus cosmologique est de 3 551 ± 13 km/s, ce qui correspond à une distance de Hubble de 52,4 ± 3,7 Mpc (∼171 millions d'al).
La classe de luminosité de NGC 1233 est III-IV et elle présente une large raie HI.
En raison d'une brillance de surface égale à 14,72 mag/am2, on peut qualifier NGC 1234 de galaxie à faible brillance de surface (LSB en anglais pour low surface brightness). Les galaxies LSB sont des galaxies diffuses (D) avec une brillance de surface inférieure de moins d'une magnitude à celle du ciel nocturne ambiant.